# Mikołaj Melanowicz
Mikołaj Melanowicz (ur. 10 września 1935 w Piszczacu) – polski profesor, japonista, tłumacz literatury japońskiej.

## Życiorys
Studiował na Uniwersytecie Warszawskim (1954–1959) japonistykę i na Uniwersytecie Waseda w Tokio (1964–1966 oraz 1973–1974). Przebywał również jako wizytujący profesor na Uniwersytecie Kansas (1986) oraz w International Research Center for Japanese Studies w Kioto (1990–1991).
Autor obszernej trzytomowej monografii pt. Literatura japońska. Opublikował liczne przekłady współczesnych pisarzy japońskich, m.in.: Ryūnosuke Akutagawa, Kōbō Abe, Jun’ichirō Tanizaki, Kenzaburō Ōe, Shūsaku Endō i wielu innych.
W czasach PRL był odznaczony Złotym i Srebrnym Krzyżem Zasługi, a w 2005 roku – Krzyżem Komandorskim Orderu Odrodzenia Polski.
W 1997 roku otrzymał japoński Order Świętego Skarbu III klasy.

## Publikacje

### Publikacje książkowe
- Tanizaki Jun’ichirō a krąg japońskiej tradycji rodzimej, Wydawnictwo Uniwersytetu Warszawskiego, Warszawa, str. 264
- Tanizaki. Japoński most snów, Wydawnictwo Wilga, Warszawa 1994, ISBN 83-901029-2-7
- Literatura japońska, t. 1, Od VI do połowy XIX wieku, Wydawnictwo Naukowe PWN, Warszawa 1994, str. 589
- Literatura japońska, t. 2, Proza XX wieku, Wydawnictwo Naukowe PWN, Warszawa 1994, str. 523.
- Literatura japońska, t. 3, Poezja XX wieku • Teatr XX wieku, Wydawnictwo Naukowe PWN, Warszawa 1996, str. 471
- Formy w literaturze japońskiej, Wydawnictwo Uniwersytetu Jagiellońskiego, Kraków 2003, str. 287, ISBN 83-233-1681-3
- Japońskie narracje. Studia o pisarzach współczesnych, WUJ, Kraków 2004, str. 243, ISBN 83-223-1926-X
- Japoński dramat telewizyjny. Mukōda Kuniko, Yamada Taichi i taiga dorama, Wydawnictwo Dialog, Warszawa 2009, str. 306, ISBN 978-83-61203-27-8
- Historia literatury japońskiej, Wydawnictwo Naukowe PWN, Warszawa 2012, ISBN 978-83-01-17214-5

### Artykuły
- Geneza symbolizmu w poezji japońskiej [w:] Przegląd Orientalistyczny, nr 2 (50), PTO, Warszawa 1965, s. 117-126.
- W stronę Dalekiego Wschodu. Nobel 68 [w:] Polityka, nr 43, s. 7, 1968
- Twórczość poetycka Hagiwary Sakutarō. W kręgu symbolistów [w:] Rocznik Orientalistyczny, t. XXXIII, nr 2, Wydawnictwo Naukowe PWN, Warszawa 1970, s. 7-20.
- U źródeł nacjonalizmu japońskiego [w:] Argumenty, nr 9 (664), 1971
- Nacjonalizm po Hirosimie [w:] Argumenty, nr 20 (675), 1971
- Nacjonalizm i tradycja [w:] Argumenty, nr 28 (683), 1971
- The Drama of Disillusionment in Modern Japanese Literature until 1923 [w:] Zagadnienia Rodzajów Literackich, t. XVII, z. I, 1974.
- Native Tradition in Contemporary Japanese Literarture [w:] Problemy Literatur orientalnych, Warszawa 1974.
- Zainteresowanie Japonią i Koreą oraz główne kierunki rozwoju polskiej japonistyki i koreanistyki [w:] Przegląd Orientalistyczny, nr 4 (100), Polskie Towarzystwo Orientalistyczne, Warszawa 1976, s. 376-386
- Kazuko Shiraishi [w:] Literatura na Świecie, nr 1 (81), Wydawnictwo Współczesne, Warszawa 1978, s. 78-81
- Wiersz wolny w japońskiej poezji współczesnej [w:] Przegląd Orientalistyczny, nr 3 (79), Polskie Towarzystwo Orientalistyczne, Warszawa 1979
- Ōe Kenzaburō – moralista [w:] Przegląd Orientalistyczny, nr 1, Wydawnictwo PTO, Warszawa 1981, s. 3-15
- Ucieczka z labiryntu [w:] Literatura na Świecie, nr 8 (157), Wydawnictwo Współczesne, Warszawa 1984, s. 3-10
- Człowiek bez ojczyzny (szkic do portretu Abe Kobo) [w:] Literatura na Świecie, nr 8 (157), Wydawnictwo Współczesne, Warszawa 1984, s. 178-184
- Sienkiewicz w Japonii [w:] Literatura na Świecie, nr 8 (157), Wydawnictwo Współczesne, Warszawa 1984, s. 363-364
- Od Hanoi po rzekę Sajgon [w:] Literatura na Świecie, nr 6 (179), Wydawnictwo Współczesne, Warszawa 1986
- Tradition in Japanese Literature. The Case of Tanizaki Jun’ichirō [w:] Rocznik Orientalistyczny, t. XLVI, nr 2, Wydawnictwo Naukowe PWN, Warszawa 1990, s. 93-98
- Ethos in the Novels by Jun’ichirō Tanizaki and Henryk Sienkiewicz [w:] Senri Ethnological Studiem, nr 28, tom pt. Japanese Civilization in the Modern Word V, National Museum of Ethnology, Osaka 1990
- The Power of Illusion: Mishima Yukio and Madame de Sade [w:] Japan Review, nr 3, Kioto 1992, s. 1-13
- Time in Japanese Culture [w:] Categories in Eastern and Western Poetics, Wydawnictwo UW, Warszawa 1992
- Hyōhakusha Hagiwara Sakutarō (A wandering poet Hagiwara Sakutarō) [w:] Proceedings of the 16th International Conference, Narodowy Instytut literatury, Tokio 1992, s. 239-251
- Fantastyka naukowa w Japonii oraz katastrofizm Abe Kōbō i Komatsu Sakyō [w:] Japonica, nr 1, Wydawnictwo UW, Warszawa 1993, s. 57-66
- Poezja okresu Shōwa – lata 1920-1940 [w:] Japonica, nr 2, Wydawnictwa UW, Warszawa 1994, s. 51-64
- Ōe Kenzaburō laureatem Literackiej Nagrody Nobla 1994 [w:] Przegląd Orientalistyczny, nr 3-4 (171-172), Wydawnictwo PTO, Warszawa 1994, s. 113-116
- Poezja okresu Shōwa (2). Czasy powojenne [w:] Japonica, nr 3, Wydawnictwa UW, Warszawa 1994, s. 51-66
- Współczesny dramat japoński w okresie modernizacji. Głównie o kabuki [w:] Japonica, nr 4, Wydawnictwo UW, Warszawa 1995, s. 53-64
- Haiku XX wieku, cz. I [w:] Japonica, nr 5, Wydawnictwo UW, Warszawa 1995, s. 47-64
- Haiku XX wieku (cz. II) [w:] Japonica, nr 6, Wydawnictwo UW, Warszawa 1996, s. 57-66
- Zmierzch Dazaia Osamu – requiem dla upadłej klasy [w:] Japonica, nr 11, Wydawnictwo UW, Warszawa 1999, s. 33-44
- Sasameyuki – semiotyka tytułu wobec świata przedstawionego w powieści [w:] Japonica, nr 13, Zakład Japonistyki i Koreanistyki UW, Warszawa 2000, s. 25-46
- Kobiety w twórczości Ōe Kenzaburō – rola narratora w powieści Jinsei no shinseki [w:] Japonica, nr 14, Zakład Japonistyki i Koreanistyki UW, Warszawa 2001, s. 25-56
- Legendy masowej kultury: „dramat-rzeka” w latach 1998−1999 [w:] Japonica, nr 15, Zakład Japonistyki i Koreanistyki UW, Warszawa 2002, s. 25-44
- Winds over Ryukyu. A Narrative on the Ryukyu Kingdom in 17th Century [w:] Silva Iaponicarum, t. VI, Instytut Orientalistyczny UAM, Poznań 2005, s. 9-17
- Polisystemowość i polisemizm w cywilizacji i kulturze japońskiej [w:] Janusz Danecki, Andrzej Flis (red.), Wartości Wschodu i wartości Zachodu. Spotkania cywilizacji, Universitas, Kraków 2005
- Wagahai wa neko de aru – narrator’s eyes and ears [w:] Silva Iaponicarum, t. VII, Instytut Orientalistyczny UAM, Poznań 2006, s. 22-29

## Tłumaczenia
- Kenji Miyazawa, Haru to shura (Wiosna i demony), [w:] Przegląd Orientalistyczny, nr 2 (34), PTO, Warszawa 1960, s. 175-188
- Ryūnosuke Akutagawa Bisei czeka… [w:] Przegląd Orientalistyczny, nr 3 (35), PTO, Warszawa 1960, s. 325-327
- Shōhei Ōoka, Ognie na wyspie Leyte (Filipiny) – Słów kilka o współczesnym pisarzu japońskim Ōoka Shōhei [w:] Przegląd Orientalistyczny, nr 4 (36), PTO, Warszawa 1960, s. 403-407.
- Ryūnosuke Akutagawa, Kappy, PIW, Warszawa 1963; oraz [w:] Przegląd Orientalistyczny, nr 1 (45), PTO, Warszawa 1964, s. 33-40
- Kōbō Abe, Kobieta z wydm (Suna-no onna), wyd. I (wyd. II – 1971, wyd. III – 1975), PIW, Warszawa 1968
- Yasunari Kawabata, Kochanka ubogich (Hinja-no koibito) [w:] Życie Warszawy, 5-8 XII 1968
- Yasunari Kawabata, Tancerka z Izu [w:] Kontynenty, nr 1, 1969
- Jun’ichirō Tanizaki, Ashikari, czyli źle mi bez ciebie [w:] Dwie opowieści o miłości okrutnej, PIW, Warszawa 1971, s. 5-75
- Jun’ichirō Tanizaki, Shunkinshō, czyli rozmyślania nad życiem Wiosennej Harfy [w:] Dwie opowieści o miłości okrutnej, PIW, Warszawa 1971, s. 77-177
- Masuji Ibuse, Czarny deszcz (Kuroi ame), Książka i Wiedza, Warszawa 1971
- Jun’ichirō Tanizaki, Dziennik szalonego starca, Wyd. Wilga, Warszawa 1972, ISBN 83-901029-1-9
- Kenzaburō Ōe, Zdobycz [w:] Cień wschodzącego słońca: Opowiadania, Książka i Wiedza, Warszawa 1972
- Haruo Umezaki, Wiśniowa wyspa [w:] Cień wschodzącego słońca: Opowiadania, Książka i Wiedza, Warszawa 1972
- Tamiki Hara, Kwiaty lata [w:] Cień wschodzącego słońca: Opowiadania, Książka i Wiedza, Warszawa 1972
- Fumiko Hayashi, Kości [w:] Cień wschodzącego słońca: Opowiadania, Książka i Wiedza, Warszawa 1972
- Masuji Ibuse, Dowódca [w:] Cień wschodzącego słońca: Opowiadania, Książka i Wiedza, Warszawa 1972
- Sōseki Natsume, Sedno rzeczy (Kokoro), PIW, Warszawa 1973
- Sōseki Natsume, Jestem kotem (Wagahai-wa neko-de aru), Książka i Wiedza, Warszawa 1977
- Kazuko Shiraishi, My Tokyo [w:] Literatura na Świecie, nr 1 (81), Wydawnictwo Współczesne, Warszawa 1978, s. 70-77
- Kenzaburō Ōe, Futbol ery Manen, PIW, Warszawa 1979
- Kōbō Abe, Schadzka [w:] Literatura na Świecie, nr 8 (157), Wydawnictwo Współczesne, Warszawa 1984, s. 11-81
- Junji Kinoshita, Yuzuru, czyli Wieczorny żuraw [w:] Literatura na Świecie, nr 8 (157), Wydawnictwo Współczesne, Warszawa 1984, s. 185-203
- Taiko Hirabayashi, Ludzkie życie (Hito-no inochi) [w:] Tydzień świętego mozołu – opowiadania japońskie 1945-1975, wybór, wstęp i noty Mikołaj Melanowicz,  PIW, Warszawa 1986, s. 86-103
- Yasushi Inoue, Loulan (Rōran) [w:] Tydzień świętego mozołu – opowiadania japońskie 1945-1975, wybór, wstęp i noty Mikołaj Melanowicz,  PIW, Warszawa 1986, s. 104-142
- Takeshi Kaikō, Żołnierska zapłata (Heishi-no hōshū) [w:] Tydzień świętego mozołu – opowiadania japońskie 1945-1975, wybór, wstęp i noty Mikołaj Melanowicz,  PIW, Warszawa 1986, s. 143-167
- Yasunari Kawabata, Zatoka Łuku (Yumiura-shi) [w:] Tydzień świętego mozołu – opowiadania japońskie 1945-1975, wybór, wstęp i noty Mikołaj Melanowicz,  PIW, Warszawa 1986, s. 168-176
- Kenzaburō Ōe, Hojność umarłych (Shisha-no ogori) [w:] Tydzień świętego mozołu – opowiadania japońskie 1945-1975, wybór, wstęp i noty Mikołaj Melanowicz,  PIW, Warszawa 1986, s. 334-369
- Jun’ichirō Tanizaki, Ulotny most snów (Yume-no uki-hashi) [w:] Tydzień świętego mozołu – opowiadania japońskie 1945-1975, wybór, wstęp i noty Mikołaj Melanowicz,  PIW, Warszawa 1986, s. 411-465
- Yasunari Kawabata, Tysiąc żurawi, śpiące piękności, PIW, Warszawa 1987
- Shūsaku Endō Samuraj, Wyd. PAX, Warszawa 1987, ISBN 83-211-0793-1
- Sakyō Komatsu, Zatonięcie Japonii (Nihon chinbotsu), Wydawnictwo Poznańskie, Poznań 1989
- Kōbō Abe, Schadzka, Wyd. Wilga, Warszawa 1995, ISBN 83-86664-86-X
- Kōbō Abe, Czwarta epoka, Wyd. Wilga, Warszawa 1995, ISBN 83-7156-023-0
- Shūsaku Endō, Głęboka rzeka, Wyd. Muza, Warszawa 1996, ISBN 83-7079-509-9
- Takashi Tsujii, Ulotny zapach śliwy [w:] Japonica, nr 8, Wydawnictwa UW, Warszawa 1998, s. 83-90
- Ryūnosuke Akutagawa, Rashōmon – Brama Demonów, Wierność Biseia, Jesienne góry, W Gąszczu, W krainie wodników, Życie pewnego szaleńca, [w:] Życie szaleńca, Dialog, Warszawa 1998
- Osamu Dazai, Zmierzch [w:] Japonica, nr 11, Wydawnictwa UW, Warszawa 1999, s. 127-150
- Osamu Dazai, Zmierzch, Dialog, Warszawa 2001, ISBN 83-88238-61-2
- Yasunari Kawabata, Śpiące piękności. Tysiąc żurawi, Wyd. Muza, Warszawa 2002, ISBN 83-7319-209-3

## Recenzje i omówienia
- Irys, Opowiadania japońskie, przełożyła Anna Gostyńska, według wyboru i przekładu angielskiego I. Morrisa, PIW, s. 200 [w:] Przegląd Orientalistyczny, nr 2 (38), PTO, Warszawa 1961, s. 227-230
- Dziesięć tysięcy liści. Antologia literatury japońskiej, przełożył z japońskiego, wstęp i komentarz opracował Wiesław Kotański, PWN, Warszawa, s. 401+3 nlb. [w:] Przegląd Orientalistyczny, nr 3 (43), PTO, Warszawa 1962, s. 293-295
- Wanda Gall, Japonia kraj kontrastów, Wiedza Powszechna, Warszawa, str. 222+3 [w:] Przegląd Orientalistyczny, nr 2 (46), PTO, Warszawa 1964, s. 156-157
- Lucjan Wolanowski, Zwierciadło bogini. Reporter w kraju tranzystorów i gejsz, Spółdzielnia Wydawnicza „Czytelnik”, Warszawa 1961, s. 357+3 [w:] Przegląd Orientalistyczny, nr 2 (46), PTO, Warszawa 1964, s. 157-159
- Murakami Haruki, Nejimakidori-kuronikuru. Daiichibu Dorobō kasagi-hen (Kronika Ptaka Nakręcającego Sprężynę. Część pierwsza. Sroka złodziejka), Dainibu. Yogen suru tori-hen (Część druga. Ptak przepowiadający przyszłość), Shinchōsha, Tokio 1994 [w:] Japonica, nr 4, Wydawnictwa UW, Warszawa 1995, s. 148-150
- Wiesław Kotański, Dziedzictwo japońskich bogów. Uranokracja, Wyd. Zakład Narodowy im. Ossolińskich, 1995 [w:] Japonica, nr 6, Wydawnictwa UW, Warszawa 1996, s. 159-161
- Kazuo Ishiguro, Niepocieszony, w przekładzie Tomasza Sikory, Dom Wydawniczy Rebis, Poznań 1996 [w:] Japonica, nr 8, Wydawnictwa UW, Warszawa 1998, s. 156-158
- Janusz Modry, W objęciach geopolityki: Polska, Japonia, Eurazja: Publicystyka na łamach „Kultury” 1981-2000 [w:] Japonica, nr 14, Zakład Japonistyki i Koreanistyki UW, Warszawa 2001, s. 241-242
- Amélie Nothomb, Z pokorą i uniżeniem [w:] Japonica, nr 14, Zakład Japonistyki i Koreanistyki UW, Warszawa 2001, s. 242-244
- Stanisław Zwierzyński, Świat nie jest dla Hamletów. Poezje Uty [w:] Japonica, nr 14, Zakład Japonistyki i Koreanistyki UW, Warszawa 2001, s. 244-246
- Shimborusuka shishū (Zbiór wierszy Szymborskiej), „Sekai Gendaishi Bunko” („Biblioteka Współczesnej Poezji Świata”) [w:] Japonica, nr 14, Zakład Japonistyki i Koreanistyki UW, Warszawa 2001, s. 244-246
- Stephen Synder, Philips Gabriel (red.), Ōe and Beyond: Fiction in Contemporary Japan [w:] Japonica, nr 15, Zakład Japonistyki i Koreanistyki UW, Warszawa 2002, s. 215-220
- Michele Marra, Modern Japanese Aesthetics. A Reader [w:] Japonica, nr 15, Zakład Japonistyki i Koreanistyki UW, Warszawa 2002, s. 221-225